# Marian Długołęcki
Marian Długołęcki (ur. 14 sierpnia 1911 w Truskawcu, zm. 2 listopada 1987) – kapitan dyplomowany piechoty Wojska Polskiego, oficer wywiadu.
W 1932 rozpoczął służbę w Szkole Podchorążych Piechoty w Ostrowie-Komorowie, po jej ukończeniu został przydzielony w stopniu podporucznika do 27 Pułku Piechoty w Częstochowie. W 1939 został awansowany do stopnia porucznika. 2 czerwca 1939 został przeniesiony do Sztabu Głównego w Warszawie i skierowany na czterotygodniowy kurs dla oficerów służby zewnętrznej. Po ukończeniu kursu został skierowany do Konsulatu Polskiego we Wrocławiu jako attaché prasowy (faktycznie zastępca kierownika placówki polskiego wywiadu przy Konsulacie Generalnym we Wrocławiu). Po wybuchu wojny wraz z personelem Konsulatu został internowany i 15 września przekazany Danii. 
W październiku 1939 porucznik Długołęcki przedostał się do Wojska Polskiego we Francji. Po upadku Francji przedostał się do Wielkiej Brytanii, został wcielony do 2 Baomu Strzelców. W 1943 został skierowany do Wyższej Szkoły Wojennej w Peebles w Szkocji po jej ukończeniu został awansowany do stopnia kapitana.
W latach 1946–1948 służył w Biurze Ewidencji Polskiego Korpusu Przysposobienia I Rozmieszczenia. Po demobilizacji osiadł w Edynburgu.
Jest autorem wspomnień wydanych w Londynie w 1988 pt. Ostatni raport. Wspomnienia b. oficera polskiego wywiadu we Wrocławiu. Przebieg ważniejszych wydarzeń od 1 lipca do 1 września 1939 r. ISBN 0-948202-14-9.

## Odznaczenia
- Brązowy Krzyż Zasługi (1939)